# Effet pratfall
Dans psychologie sociale, l'effet pratfall ou effet Pratfall est la tendance à changer sa perception interpersonnelle d'un individu après qu'il a commis une erreur, en fonction de la compétence perçue de celui-ci. En particulier, les individus très compétents ont tendance à devenir plus sympathiques après avoir commis des petites erreurs, tandis que les individus perçus comme moyen ont tendance à devenir moins sympathiques même s’ils commettent les mêmes erreurs.
Décrit à l'origine en 1966 par Elliot Aronson, de nombreuses études ont depuis été menées pour isoler les effets du sexe, de l’estime de soi et de la gravité des erreurs sur le changement d’attrait et de sympathie. Parfois appelé l'effet de la tache (Blemishing effect en anglais), elle pourrait être traduite par effet bévue. Dans la formation en marketing, les généralisations de l'effet pratfall sont souvent utilisées pour expliquer les avantages contre-intuitifs de faire des erreurs.

## Recherche
Les détails de l'effet pratfall ont été décrits pour la première fois par Aronson dans son expérience testant les effets d'une simple erreur sur l'attraction perçue. Les sujets expérimentaux étaient composés d'étudiants masculins de l'Université du Minnesota qui écoutaient des enregistrements sur bande audio d'un candidat fictif (acteur) au quizz radio College Bowl (en). Les enregistrements contenaient des entretiens mis en scène avec des questions difficiles posées à un candidat, qui campe le rôle soit d'un individu irréaliste et compétent qui répond presque toujours correctement (92 %), soit d'un individu médiocre qui ne répond correctement qu'à quelques questions (30 %). Après l'interrogatoire, le personnage performant admet avoir mené une brillante carrière au lycée marquée par des succès académiques et non académiques, tandis que l'acteur du candidat moyen décrit une carrière au lycée ordinaire, obtenant des notes moyennes avec une faible implication dans les activités parascolaires. À la fin de l'interview, certaines cassettes ont enregistré l'acteur renversant une tasse de café et s'excusant de l'avoir fait, tandis que d'autres ne comportant pas cette séquence servent de modèle de contrôle. Les recherches d'Aronson ont révélé que le personnage expert ayant commis une bévue était considéré comme plus attrayant tandis que les moyens et médiocres ont vu leur attractivité perçue diminuée. Des recherches ultérieures inspirées par Aronson ont défini expérimentalement l’attrait comme une combinaison d’appréciation et de respect et ont reproduit des résultats similaires.
Une étude ultérieure a confirmé que commettre une erreur de maladresse augmente l’attrait d’un individu compétent alors que la même erreur semble rendre une personne moyenne moins attirante. De plus, ces résultats ont été anticipés sur la base de l’hypothèse selon laquelle même si une erreur contribue à humaniser la personne experte — qui peut être perçue comme extraordinaire mais distante — et à renforcer son attrait.

### Genre
Les effets pratfall s’appliquent plus directement aux hommes. Les femmes ont tendance à préférer les personnes qui ne commettent pas de bévues, quel que soit leur sexe, et bien que les résultats de l'étude ne puissent pas être facilement généralisés à l'ensemble de la population féminine, aucune des deux populations n’a préféré les personnes médiocres qui commettent des bévues .

### Gravité de l'erreur
Les recherches menées par Mettee et Wilkins en 1972 révèlent que la gravité de l'erreur joue un rôle majeur dans la détermination de l'attractivité. Expérimentalement, chaque condition a été transmise en modifiant la réponse de l'intervieweur et du gaffeur :
1. Condition de contrôle : pas d'erreur.
2. Condition d'erreur mineure : on entend le bruit d'une tasse qui se renverse et le candidat réagit avec angoisse.
3. Condition de grosse gaffe : la tasse est renversée et l'intervieweur réagit avec hostilité envers le le candidat, qui s'excuse amplement.

Un individu compétent qui commet une gaffe mineure (2) aura une diminution insignifiante de l'appréciation moyenne et une petite diminution du respect moyen, tandis que s'il commet une bévue majeure (3), il recevra une augmentation significative de l'appréciation et une diminution insignifiante du respect. Un individu moins compétent qui commet une erreur (2 et 3) aura une diminution de l'appréciation, qui renforce la gravité de l'erreur. Le respect diminue chez l’individu le moins compétent après qu’une erreur mineure a été commise.

### Estime de soi
Les recherches menées sur l’image de soi suggèrent que l’estime de soi influence si des aspects positifs de l’effet pratfall et des comparaisons de soi se produiront. Une personne ayant une haute estime de soi préférera l’individu hautement compétent et non gaffeur à l’individu gaffeur ayant des capacités égales. Ceci est bien expliqué par théorie de la comparaison sociale qui étudie la tendance à se comparer à d’autres personnes ayant des capacités similaires,. Lorsqu'un individu ayant des compétences similaires à celles d'un évaluateur commet une bévue, la relation entre l'observateur et le bévue peut provoquer un inconfort mental qui se traduit alors par des notes de sympathie plus faibles. Étant donné que les observateurs cherchent à construire des auto-évaluations précises, le point commun partagé entre le bévue et l'observateur pourrait menacer celui de l'observateur concept de soi, notamment dans les auto-évaluations des capacités. Un évaluateur ayant un niveau élevé d'estime de soi se sentirait donc menacé par un individu compétent et maladroit, préférant donc l'individu capable mais adroit puisque cet individu ne représente aucune menace pour l'estime de soi de l'observateur. Pour la même raison, un gaffeur moyen représenterait une menace plus grande pour un individu moyen, entraînant des pertes de sympathie similaires. Les personnes ayant une faible estime de soi ont tendance à préférer les personnes très compétentes. Bien qu'aucune recherche n'ait été menée sur ce sujet, l'une de ces explications suggère qu'une personne ayant une faible estime de soi s'attendrait à être « éclipsée » et désire trouver une relation entre elle et les individus perçus comme compétents.

### Attitude
Kiesler et Goldberg ont proposé cette similitude dans attitude entre les observateurs et les gaffeurs, on peut déterminer dans quelle mesure les changements d’attractivité se produisent. De plus grandes similitudes dans les attitudes ont entraîné davantage de dérogations, au point même que le bévue est sujet à dérogation, quelle que soit sa capacité perçue. Cela a été déterminé expérimentalement en disant directement aux observateurs qu’ils étaient extrêmement semblables aux confédérés, notamment dans la prose et sous la forme de réponses aux questions. Cette recherche implique que les similitudes d’attitude peuvent être plus significatives pour déterminer l’attractivité, en particulier avec la connaissance de la congruence d’attitude.

## Explication
Aronson a expliqué les résultats de cette expérience et l’effet pratfall comme étant dus à une sympathie accrue envers les individus qui réussissent après avoir commis une erreur. Des travaux ultérieurs ont suggéré que l'effet pratfall s'explique par l'auto-comparaison entre les gaffeur et les observateurs, en plus du désir de l'observateur d'auto-évaluations précises. La dérogation envers un candidat moyen apparaît après qu'il ait commis la maladresse, car l'humour permet aux individus d'évaluer confortablement l'attractivité de manière plus cohérente avec les émotions immédiatement ressenties (négatives). Ces émotions varient en fonction des capacités de l’observateur, le participant moyen ressentant le plus d’inconfort en raison de sa similitude avec l’interprète médiocre et de son erreur. En raison d’une menace pour l’estime de soi (chez l’observateur), l’attractivité perçue de l’individu moyen est jugée plus faible. L'individu perçu comme capable est mieux noté après la maladresse, car l'individu capable semble plus attachant et donc accessible et sympathique.
Une explication alternative est que l’effet pratfall est dû à une attention accrue portée aux individus cibles, ce qui se traduit à son tour par une meilleure réalisation de leur pertinence et/ou de leur inadéquation compte tenu des critères d’évaluation.

## Exemples
L'effet pratfall est notamment attribué à John F. Kennedy à la suite de l'Invasion de la Baie des Cochons et à l'échec initial d'Apple Plans.

## Applications

### Marketing
Les recherches sur les effets positifs potentiels des « défauts » dans le marketing des produits suggèrent que dans certaines situations, la désirabilité et les décisions d'achat éventuelles ont toutes deux augmenté après la présentation d'un défaut du produit, mais uniquement dans des conditions de traitement à faible effort, ou lorsque les ressources cognitives sont faibles en raison de préoccupation ou distraction (modèle de vraisemblance d'élaboration (en)). Dans des conditions de traitement à fort effort, présenter un défaut a diminué la désirabilité et le montant des achats. Les effets d'ancrage suggèrent que dans des conditions de traitement à faible effort, les effets positifs créent un point de référence auquel un produit est évalué, et les informations négatives contradictoires présentées renforcent l'impression positive initiale formée par le produit.
Cela a été démontré par la recherche lors d'une expérience avec des étudiants avant un examen —lorsque ils avaient probablement leur attention concentrée ailleurs— plutôt qu'en approchant les étudiants se promenant tranquillement et en leur proposant de leur vendre une barre chocolatée. La barre chocolatée a été annoncée positivement : réfrigérée, appréciée par les consommateurs lors d'un test de dégustation et proposée à prix réduit. Dans les conditions expérimentales, la barre chocolatée a été décrite comme étant à prix réduit car cassée. La barre de chocolat était emballée dans un emballage transparent, de sorte que le morceau de chocolat cassé pouvait être clairement vu par les étudiants. Les étudiants du groupe expérimental à faible effort étaient deux fois plus susceptibles d’acheter la barre chocolatée après avoir reçu des informations négatives, tandis que dans le groupe à effort élevé, les étudiants étaient deux fois moins susceptibles d’acheter la barre chocolatée.